# Grotte de Cooper
La grotte de Cooper est un site préhistorique et paléontologique situé dans la province du Gauteng, en Afrique du Sud. Elle se trouve plus précisément entre les sites voisins de Sterkfontein et de Kromdraai, et à environ 40 km au nord-ouest de Johannesbourg. Elle fait partie des sites des hominidés fossiles d'Afrique du Sud, inscrits au patrimoine mondial par l'Unesco,.
Le site de Cooper est en fait une série de grottes fossilifères remplies de brèche. Il est considéré comme le 5e site fossilifère le plus riche du Gauteng (derrière Sterkfontein, Swartkrans, Drimolen et Kromdraai), et comme l'un des sites archéologiques les plus riches d'Afrique du Sud en outils lithiques de l'Oldowayen évolué.

## Historique
Les fouilles sont toujours en cours, sous la direction de Christine Steininger et de Lee Rogers Berger, de l'université du Witwatersrand.

## Géologie
Le site de Cooper est une série de grottes dolomitiques remplies de brèche, qui ont formé des fissures le long de failles géologiques.

## Datation
Cooper D a été daté par l'uranium-plomb (Robyn Pickering, université de Melbourne) entre 1,5 et 1,4 million d'années. Cooper A est estimé d'après la paléofaune à peu près du même âge.

## Vestiges
Le site de Cooper a livré un riche assemblage d'outils lithiques qui ont été provisoirement attribués à l'Oldowayen évolué. Cooper est vraisemblablement le second site le plus riche en outillage lithique du Gauteng.

## Galerie

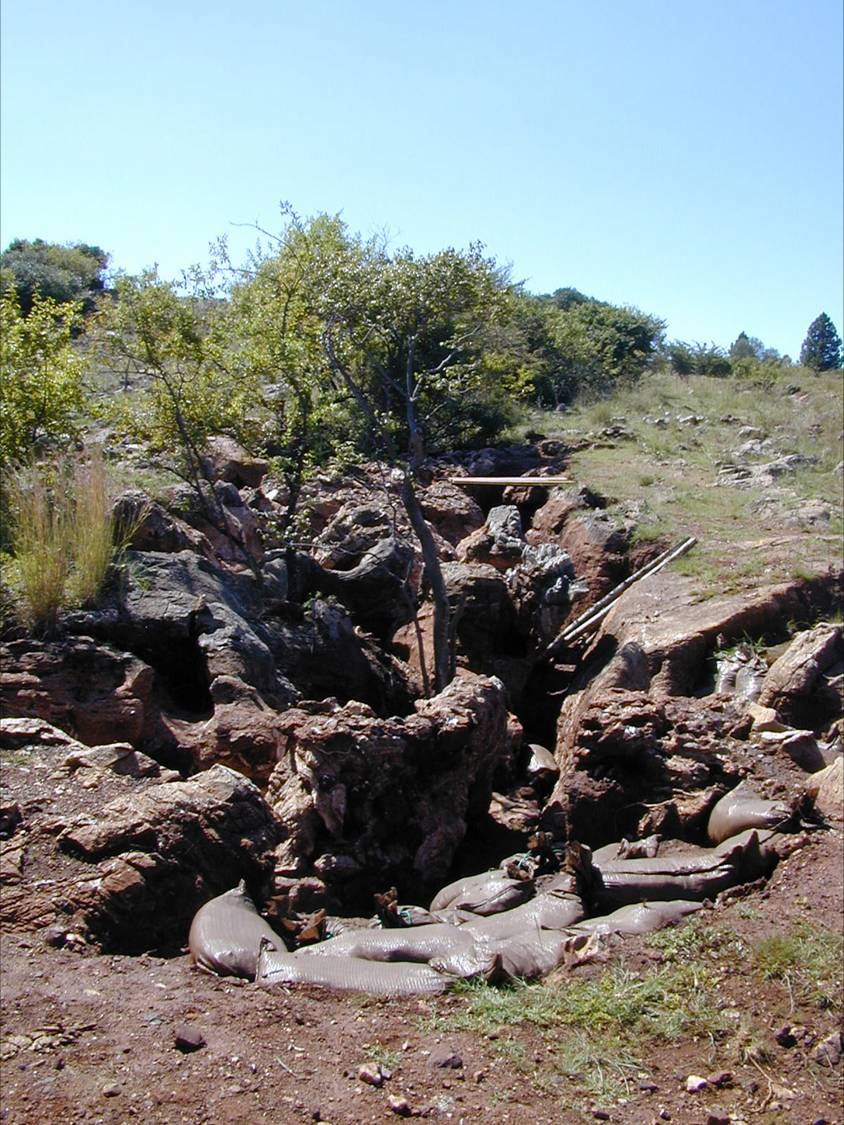
Cooper D vu depuis l'ouest. Cooper A est plus loin dans l'arrière-plan.
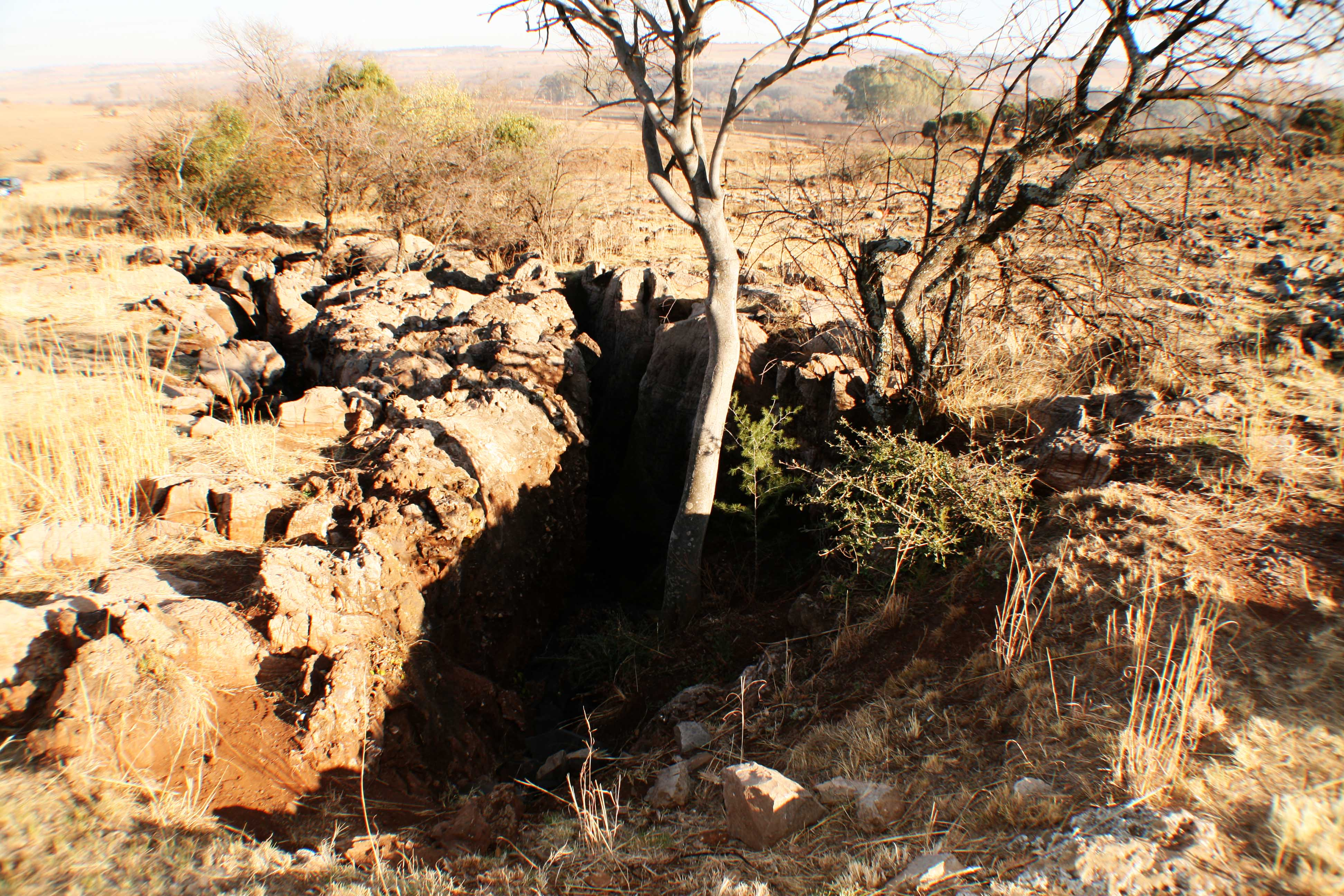
Cooper D vu depuis l'est.
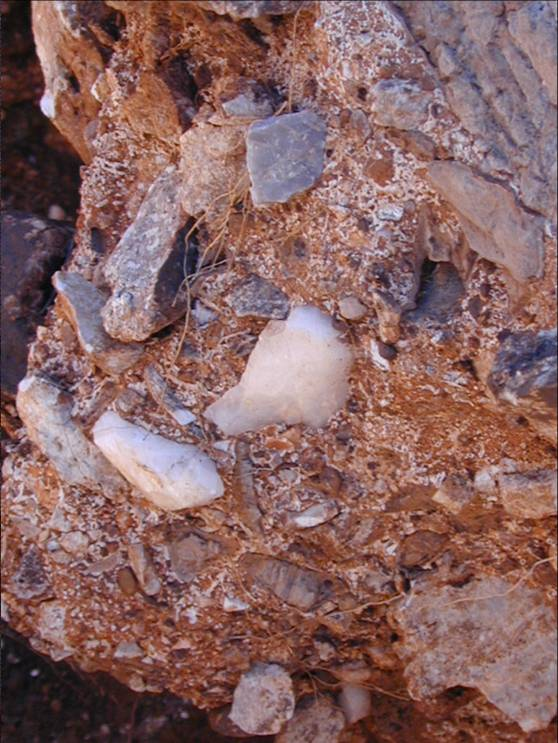
Outils lithiques en quartz toujours enchâssés dans la brèche sur le site de Cooper.
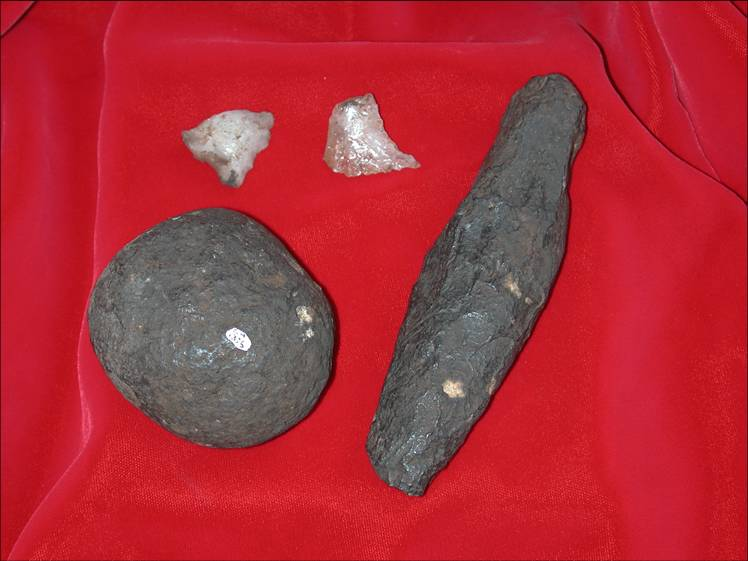
Outils lithiques oldowayens de Cooper D. Marteau lithique, objet en schiste, éclats en quartz.